# Пихтіно (станція метро)
Пихтіно — станція Солнцевської лінії Московського метрополітену у поселенні Внуково Новомосковського адміністративного округу поруч з житловим масивом «Солнцево-Парк» і селом Пихтіно, на честь якого і отримала назву. Станція відкрита 6 вересня 2023 року в складі дільниці «Рассказовка — «Аеропорт Внуково».

## Історія
Відповідно проєкту Новомосковського адміністративного округу, який був представлений у лютому 2015 року, подовження лінії до Внуково заплановано на 2025—2035 роки, з двома станціями на дільниці завдовжки 5,4 км.
9 жовтня 2017 року було оголошено, що розробка документації для подовження до станції «Аеропорт Внуково» Солнцевської лінії може бути завершена протягом півтора року.
У травні 2018 року керівник Департаменту будівництва Москви Андрій Бочкарьов заявив, що будівництво дільниці Калінінської-Солнцевської лінії до станції «Аеропорт Внуково» розпочнеться не пізніше 2019 року.
Відкриття станції раніше було заплановано на 2022 рік в складі дільниці «Рассказовка» — «Аеропорт Внуково», проте офіційне відкриття відбулося 6 вересня 2023 року.